# Nezla
Nezla (în arabă نزلة) este o comună din provincia Ouargla, Algeria.
Populația comunei este de 51.674 locuitori (2008).